# Wollemi nationalpark
Wollemi nationalpark är en nationalpark i Australien. Den ligger i delstaten New South Wales, i den sydöstra delen av landet, omkring 130 kilometer nordväst om delstatshuvudstaden Sydney.
Runt Wollemi National Park är det mycket glesbefolkat, med 3 invånare per kvadratkilometer.. Närmaste större samhälle är Glen Davis, omkring 14 kilometer söder om Wollemi National Park. 
I omgivningarna runt Wollemi National Park växer i huvudsak städsegrön lövskog. Genomsnittlig årsnederbörd är 1 098 millimeter. Den regnigaste månaden är februari, med i genomsnitt 212 mm nederbörd, och den torraste är juli, med 27 mm nederbörd.